# Kamerun
Kamerun je država u središnjoj Africi. Na jugozapadu izlazi na Gvinejski zaljev, dio Atlantskog oceana, a graniči na sjeverozapadu s Nigerijom, na istoku s Čadom i Srednjoafričkom Republikom te na jugu s Republikom Kongo, Gabonom i Ekvatorskom Gvinejom.

## Zemljopis
Kamerun se dijeli na četiri zemljopisne cjeline: na zapadu uz nigerijsku granicu pruža se gorje Kamerun s istoimenim najvišim vrhom (4095 m), ujedno i najvišom planinom ovog dijela Afrike; na jugu se nalazi obalna nizina koja prema unutrašnjosti prelazi u pošumljenu visoravan čija visina ne prelazi 1000 m; u središnjem dijelu zemlje reljef se postupno uzdiže do visoravni Adamaoua (1400 m), a na sjeveru, gdje dominira savana i suha stepa, nadmorska visina ponovno pada prema jezeru Čad.

## Povijest
Prvi stanovnici zemlje bila su pigmejska plemena Baka. Na visoravnima Kameruna nastali su jezici skupine Bantu koji su se kasnije proširili po cijeloj južnoj Africi.
Prvi Europljani na ovom području bili su Portugalci koji su stigli oko godine 1500., ali nisu osnovali stalne kolonije. Kamerun je potpuno koloniziran tek u kasnim 1870-ima kada je u utrci za osvajanje Afrike ovo područje pripalo Njemačkoj. Nakon prvog svjetskog rata koloniju su podijelile Francuska i Ujedinjeno Kraljevstvo. U francuskom dijelu je potkraj kolonijalnoga doba, ranih 1950-ih, 75% domorodaca bolovalo od sifilisa. Na svakih 70 000 stanovnika dolazio bi jedan liječnik.
Francuski Kamerun stekao je neovisnost 1960., a godinu dana kasnije oba su dijela ujedinjena. Prvi predsjednik neovisnog Kameruna bio je Ahmadou Ahidjo koji je vladao do 1982. Njegova se vladavina smatra autoritarnom, čak i diktatorskom, ali je zemlji donio stabilnost i onemogućio pokušaje državnog udara. Naslijedio ga je današnji predsjednik Paul Biya koji je uglavnom preuzeo metode svog prethodnika.

## Stanovništvo
Etnički i vjerski Kamerun je izrazito heterogena zemlja. Mnogobrojni narodi mogu se podijeliti u pet skupina čija teritorijalna raspodjela odgovara zemljopisnoj podjeli: narodi zapadnog gorja (31%, najznačajniji Bamileke i Bamun), narodi obalnih tropskih šuma (12%, najbrojniji Bassa i Duala), narodi tropskih šuma u unutrašnjosti (18%, najbrojniji Beti-Pahuin, narod predsjednika Biya), narodi sjevernih sušnih područja (14%, najbrojniji Fulani) i Kirdi, stanovnici sjeverne pustinje i središnje visoravni.
Kršćanstvo je prisutno na jugu, a Islam na sjeveru zemlje. Oko polovice stanovništva pripada animističkim religijama.
Douala, na obali Gvinejskog zaljeva, je najveći kamerunski grad i glavna luka s više od 2 milijuna stanovnika. Glavni grad Yaoundé s oko 1,5 mil. je u unutrašnjosti zemlje.

## Gospodarstvo
Kamerun je vrlo bogat prirodnim resursima. Dvije trećine izvoza čini nafta, a izvozi se još i kakao, kava i drvo. BDP je u 2004. iznosio 1.900 USD po glavi stanovnika, mjereno po PPP-u. Gospodarstvo opterećuju velika i korumpirana birokracija te spore i nedovoljne reforme. Kroz Kamerun prolazi naftovod kojim se izvozi nafta iz susjednog Čada.

## Administrativna podjela
Kamerun je podijeljen na 10 regija i 58 departmana.
|     | Regija        | Francusko ime | Glavni grad | Broj stanovnika (popis iz 2005.) | Površina (km²) | Gustoća stanovništva (/km²) |
| --- | ------------- | ------------- | ----------- | -------------------------------- | -------------- | --------------------------- |
| 1.  | Adamawa       | Adamaoua      | Ngaoundéré  | 884,289                          | 63,701         | 8                           |
| 2.  | Centar        | Centre        | Yaoundé     | 3,098,044                        | 68,953         | 24                          |
| 3.  | Istok         | Est           | Bertoua     | 771,755                          | 109,002        | 5                           |
| 4.  | Daleki sjever | Extrême-Nord  | Maroua      | 3,111,792                        | 34,263         | 54                          |
| 5.  | Primorje      | Littoral      | Douala      | 2,510,263                        | 20,248         | 67                          |
| 6.  | Sjever        | Nord          | Garoua      | 1,687,959                        | 66,090         | 13                          |
| 7.  | Sjeverozapad  | Nord-Ouest    | Bamenda     | 1,728,953                        | 17,300         | 69                          |
| 8.  | Jug           | Sud           | Ebolowa     | 634,555                          | 47,191         | 8                           |
| 9.  | Jugozapad     | Sud-Ouest     | Buea        | 1,316,079                        | 25,410         | 34                          |
| 10. | Zapad         | Ouest         | Bafoussam   | 1,720,047                        | 13,892         | 97                          |